# Blekbalsamin

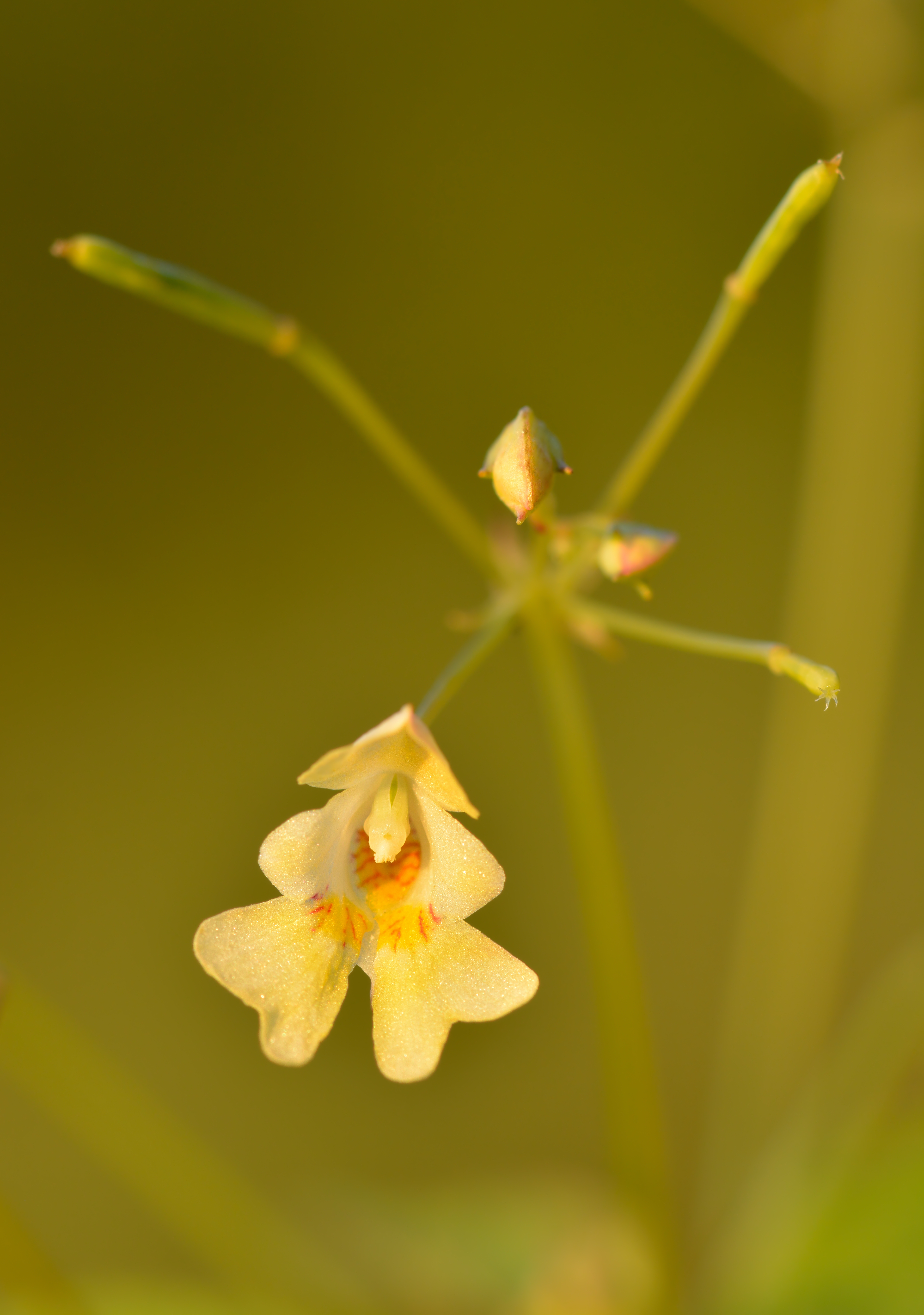
Blekbalsamin

Blekbalsamin (Impatiens parviflora) är en art i familjen balsaminväxter.